# Agapornis canus
Agapornis canus là một loài chim trong họ Psittacidae.

## Hình ảnh

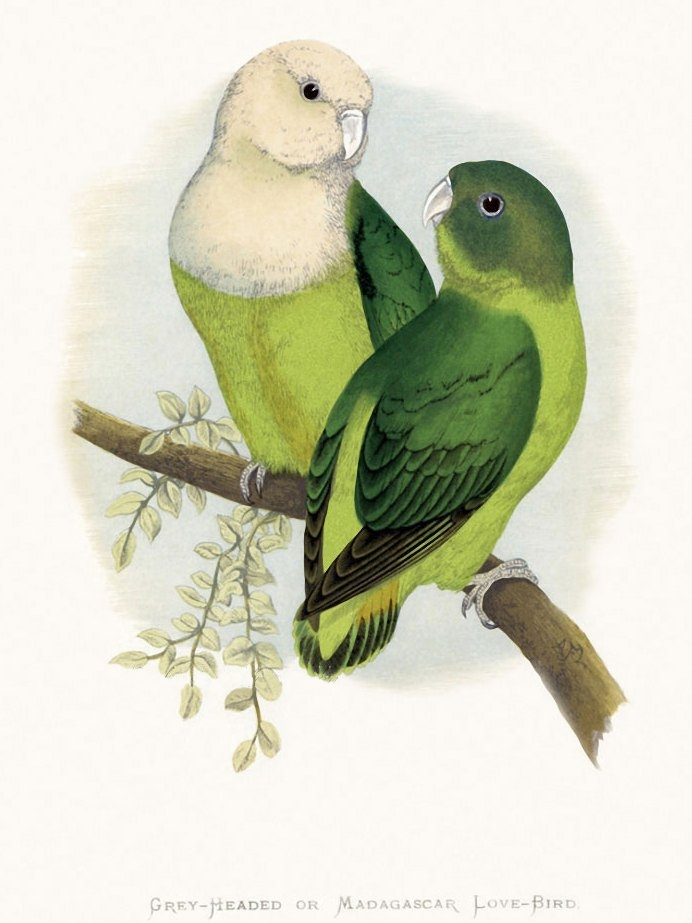
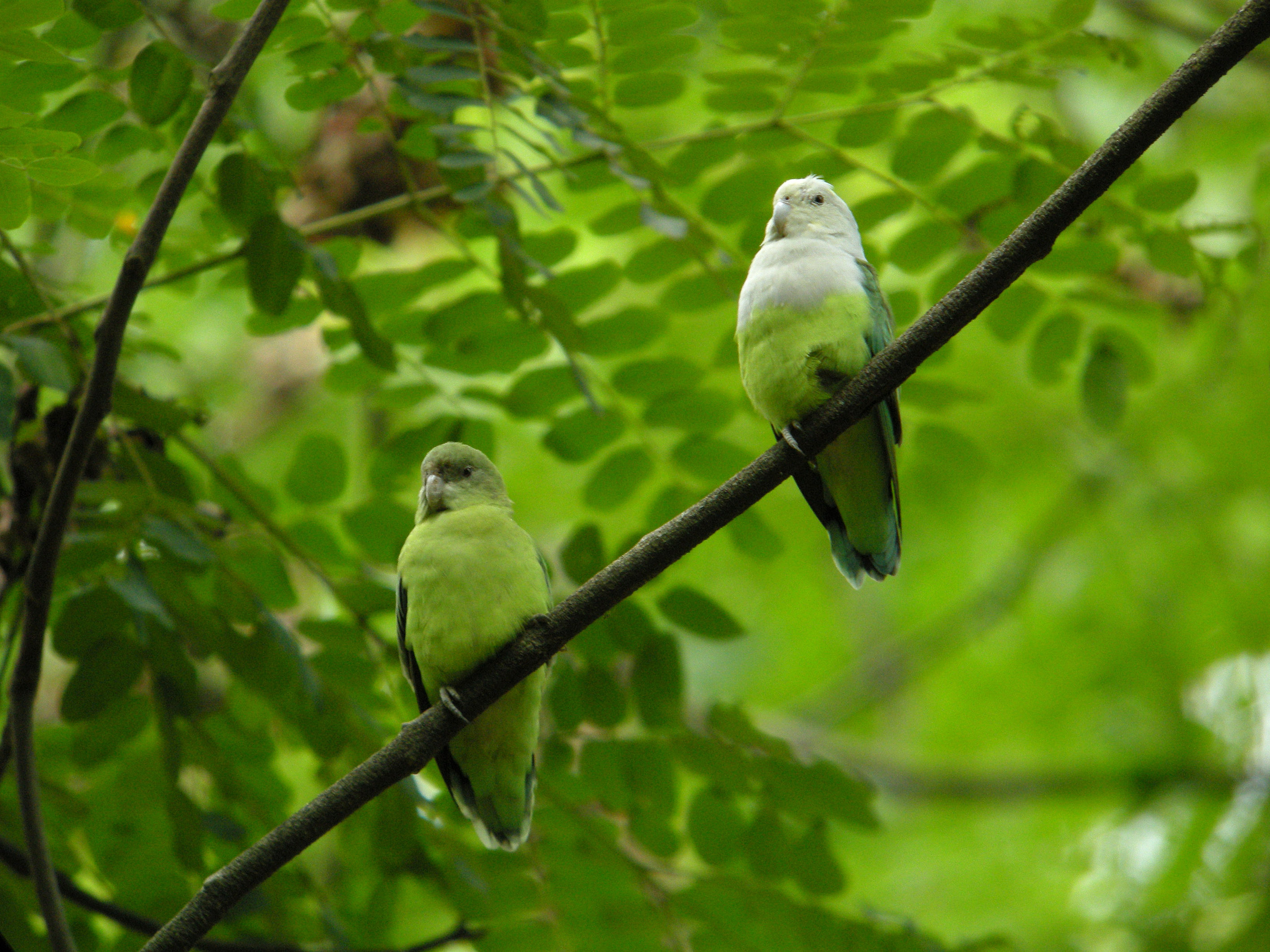
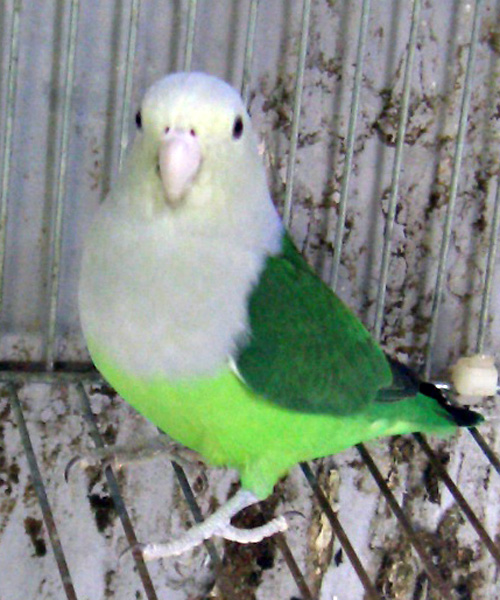
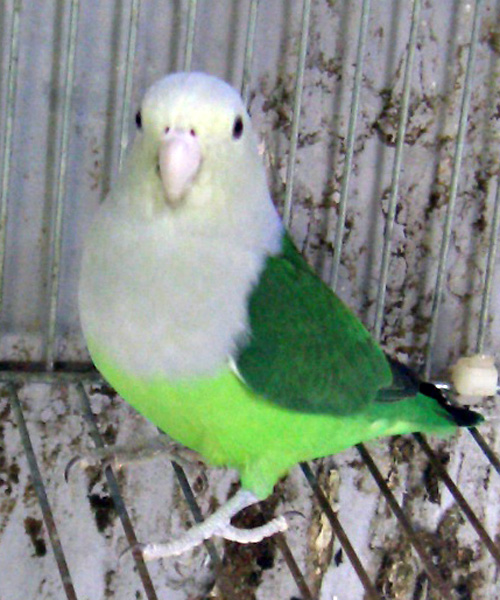